# Haddon Sundblom
Haddon Hubbard "Sunny" Sundblom (Muskegon, 22 de junho de 1899 — 10 de março de 1976) foi um ilustrador estadunidense, mais conhecido pelas imagens de Papai Noel que criou para a The Coca-Cola Company.

## Biografia
Sundblom nasceu no Michigan, e estudou na American Academy of Art. Destacou-se por seu trabalho publicitário, mais precisamente as propagandas estreladas por Papai Noel pintadas para a The Coca-Cola Company na década de 1930. Foi também criador da imagem do Quaker Oats (velho da Quaker) em 1957, que continua sendo utilizada nas embalagens de aveia Quaker até os dias de hoje.
Em meados dos anos 1930, Sundblom começou a pintar pin-ups para calendários, trabalho que exerceu uma grande influência para muitos artistas do gênero, tais como Gil Elvgren, Joyce Ballantyne, e Art Frahm. 
Sua última obra foi uma pintura para a capa da edição de Natal de 1972 da revista Playboy.